# Ceriantheopsis americana
Ceriantheopsis americana är en korallart som först beskrevs av Addison Emery Verrill 1862.  Ceriantheopsis americana ingår i släktet Ceriantheopsis och familjen Cerianthidae. Inga underarter finns listade i Catalogue of Life.